# Aglutinace

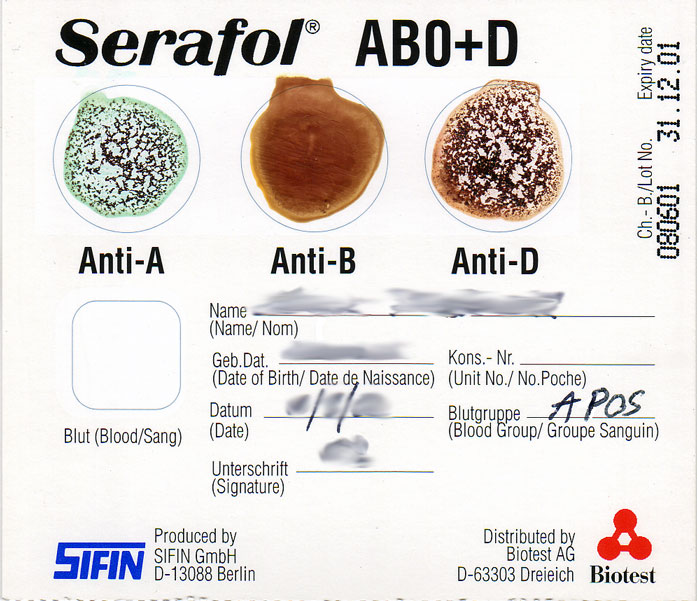
Hemaglutinace je důležitá pro zjišťování krevních skupin

Aglutinace (shlukování) je sérologická reakce aglutinogenu s aglutininem, projevující se shlukováním aglutinogenu. Aglutinogen je antigen, nejčastěji na povrchu virů, bakterií, kvasinek, spermií, erytrocytů, ale i latex či např. bentonit. Aglutininy jsou látky schopné vyvolat aglutinaci aglutinogenu. Mohou to být specifické protilátky nebo nespecifické látky cizorodého původu, např. lektiny.
Hemaglutinace je shlukování červených krvinek v přítomnosti hemaglutininů.
O aglutinacích se mluví také v souvislosti s kvalitou spermií ve spermatu.